# Last Breeze of Summer
Lat Breeze of Summer (deutsch etwa Letzter Hauch des Sommers) ist ein US-amerikanischer Kurzfilm von 1991 unter der Regie von Arik Caspi. Der Film war 1992 für einen Oscar nominiert.

## Inhalt
Lizzy Davis’, inzwischen Schulleiterin, Gedanken gehen zurück zu der Zeit, als sie im Jahr 1957 in Ranford in Texas zur Schule ging. Möglich war das für das schwarze Mädchen nur, nachdem die Rassentrennung aufgehoben worden war. Immer noch gibt es von verschiedenen Seiten Proteste, die nicht immer gewaltfrei bleiben. Lizzys Mutter sorgt sich deshalb und bittet ihre Tochter, sich von allem fernzuhalten. Lizzy ist ein intelligentes, ehrgeiziges, hellwaches Mädchen, das anderen Menschen aufgeschlossen gegenübersteht. 
Den Feindseligkeiten, denen sie am ersten Tag in ihrer Klasse ausgesetzt ist, begegnet sie ruhig und sagt sich, dass die Zeit kommen werde, in der es selbstverständlich sei, dass die Hautfarbe keine Rolle mehr spiele. 

## Produktionsnotizen
Es handelt sich um einen vom American Film Institute (AFI) produzierten Film, herausgegeben von Carousel Films. Gedreht wurde in en Center for Advanced Film Studios im American Film Institute in Los Angeles in Kalifornien. Es stand ein geschätztes Budget von 60.000 Dollar zur Verfügung.

## Auszeichnung
Oscarverleihung 1992
- Oscarnominierung für den Produzenten David M. Massey für und mit dem Film in der Kategorie „Bester Kurzfilm“

Heartland International Film Festival 1992
- Auszeichnung für David M. Massey für und mit dem Film